# بنجامين ليمو
بنجامين كيبكويش ليمو (بالإنجليزية: Benjamin Kipkoech Limo) هو عداء مسافات متوسطة وطويلة كيني ولد في يوم 23 أغسطس 1974 في مقاطعة يواسين جيشو. أبرز إنجازاته كان تحقيقه للميدالية الذهبية في بطولة العالم لألعاب القوى 2005 في هلسنكي في سباق 5000 متر. كما فاز بنفس السباق بالميدالية الفضية بطولة العالم لألعاب القوى 1999 في إشبيلية.

## روابط خارجية
- بنجامين ليمو على موقع الاتحاد الدولي لألعاب القوى (الإنجليزية)
- بنجامين ليمو على موقع اتحاد ألعاب الكومنولث (مؤرشف) (الإنجليزية)
- بنجامين ليمو على موقع دورة ألعاب الكومنولث 2006 (مؤرشف) (الإنجليزية)